# Ото III (Свещена Римска империя)
Вижте пояснителната страница за други личности с името Ото III.
Ото III, понякога и Отон III (на немски: Otto III; * 980, † 1002), e германски крал и император на Свещената Римска империя от 983 до 1002 г.

## Произход
Ото е роден в Клеве, Северен Рейн-Вестфалия. Син е на император Ото II и на византийската принцеса Теофано, племенница на византийския император Йоан Цимисхи.

## Император

### Регентство (983 – 994)
На 25 декември 983 г. тригодишният Ото е коронован за император на Свещената Римска империя, след като баща му умира няколко дни преди това. Поради малолетието на Ото III управлението е съсредоточено в ръцете на майка му, която остава на регентския престол до смъртта си през 991, след което попечителството му е поето от баба му Света Аделхайд.
През 984 г. малкият император е отвлечен от баварския херцог Хайнрих II, който се обявява за негов регент. Скоро обаче Хайнрих Баварски е принуден да върне Ото на майка му. Благодарение на майка си Ото III получава блестящо за времето си образование, което му спечелва прозвището Mirabilia Mundi (Чудото на света).

### Самостоятелно управление (994 – 1002)
През 994 г. навършилият пълнолетие Ото III поема властта в свои ръце. През 996 г. предприема поход в Италия, където е повикан на помощ от папа Йоан XV срещу римския нобел Кресценций. Ото III обаче пристига в Рим едва след смъртта на папата. Ото се намесва в избора на нов папа и осигурява папския престол на братовчед си Бруно от Каринтия, който става папа под името Григорий V. През 998 г. Отон повтаря похода си срещу Кресценций и издигнатия от него антипапа Йоан XVI. Кресценций е заловен и екзекутиран през същата година, а Григорий V е възстановен на папския престол.
Обзет от идеята да възстанови някогашното величие на Римската империя, нейните институции и традиции от времето на Юстиниан Велики, през 998 г. Ото III превръща Рим в административна столица на империята си и въвежда в дворцовия живот много порядки от византийския церемониал. Същата година императорът издава була, с която обявява възстановяването на Римската империя. След мистериозната смърт на папа Григорий V, Ото III издига на папския престол своя учител Херберт – папа Силвестър II.
Ото III води изключително активна и гъвкава политика спрямо славяните, които се намират по източните граници на империята. През хилядната година императорът признава независимостта на Полша, чиито владетел Болеслав Храбри е удостоен с титлата Съюзник на Империята, а столицата му Гниежно става седалище на архиепископска катедра. Ото III признава независимостта и на Унгария, чийто вожд се покръства под името Стефан I и със съдействието на императора получава кралска титла.
С наближаването на хилядната година императорът е обзет от изключително силен мистицизъм. Усилените пости, молитвите и посещенията на гробовете на различни мъченици задържат Ото III дълго в Италия. Връщайки се в Германия, императорът отваря гроба на Карл Велики, за да се поклони на останките му.
Малко преди смъртта си Ото III потушава един бунт на жителите на Рим и успява да разтрогне едно съглашение между византийците и арабите в Сицилия.
Ото III умира на 23 януари 1002 г. в своя италиански замък Патерно в Чивита Кастелана и е погребан в Аахен. От различните версии за смъртта му най-популярна е тази, че императорът умира от малария, но според друга мълва Стефания, съпругата на Кресценций, прелъстила императора и го отровила.